# Montée en gamme
La montée en gamme (en anglais et concernant la vente : upselling) est un processus économique qui peut être décrit du point de vue des producteurs, des vendeurs ou des consommateurs. Il consiste à remplacer un produit par un autre similaire qui offre des performances plus élevées, un service plus important ou qui est de meilleure qualité (haut de gamme).
Du point de vue d'un fabricant ou d'un fournisseur de service, la montée en gamme consiste à remplacer ou ajouter à son offre des produits plus élevés dans la gamme de produits, qui pourront être vendus à un meilleur prix. Au niveau de la vente, il s'agit de proposer et pousser un acheteur à choisir un produit plus coûteux que celui qui était prévu ou que le produit qu'il remplace, en vue d'augmenter le volume des ventes et la marge réalisée, voire à tendre à l'imposer en ne proposant plus le produit originel. La mise en œuvre d'une montée en gamme est alors en général un élément de la stratégie d'une entreprise.
Du point de vue du consommateur, la montée en gamme peut être le résultat du choix de consommation et annoncer une élévation du niveau de vie. Elle peut être aussi en partie subie, et découler d'obligations réglementaires ou de l'influence des actions de marketing.

## Vente: l'upselling
L'upselling est une technique de vente consistant à amener le consommateur à monter en gamme par l'achat d'un produit plus cher que celui qu'il avait prévu auparavant.
Par exemple, le consommateur qui avait initialement prévu d'acheter un réfrigérateur moyen de gamme, sortira du magasin avec le même produit mais de gamme supérieure à un prix plus élevé.
Il est apparenté à la vente additionnelle (cross-selling ou vente croisée), consistant à proposer l'achat d'un produit complémentaire pour augmenter le montant d'une vente.

## Stratégie de production
La stratégie de montée en gamme d'une entreprise consiste à améliorer la qualité et le niveau de service des produits qu'elle propose, de façon à augmenter son chiffre d'affaires par la hausse du prix de vente de ses produits, voire à préserver ou augmenter ses ventes par l'avantage de la qualité des produits. C'est en partie la démarche inverse de celle de la réduction des coûts et des bas prix (low cost).
La partie supérieure de la gamme de produits est le haut de gamme, ce sont des produits et services qui évoquent le luxe.

Évolution des équipements automobiles :
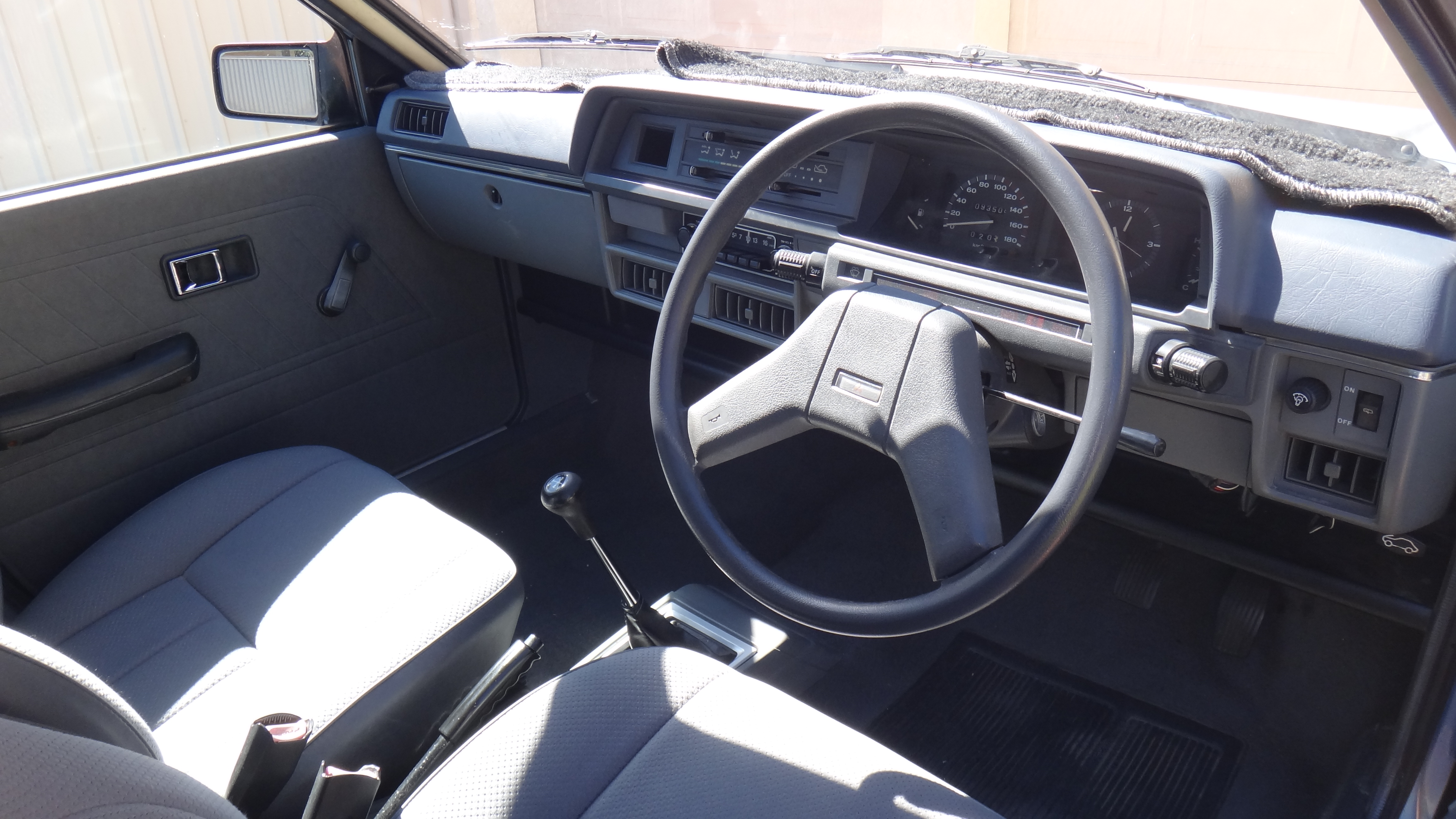
Tableau de bord d'une Mitsubishi Colt de 1989.
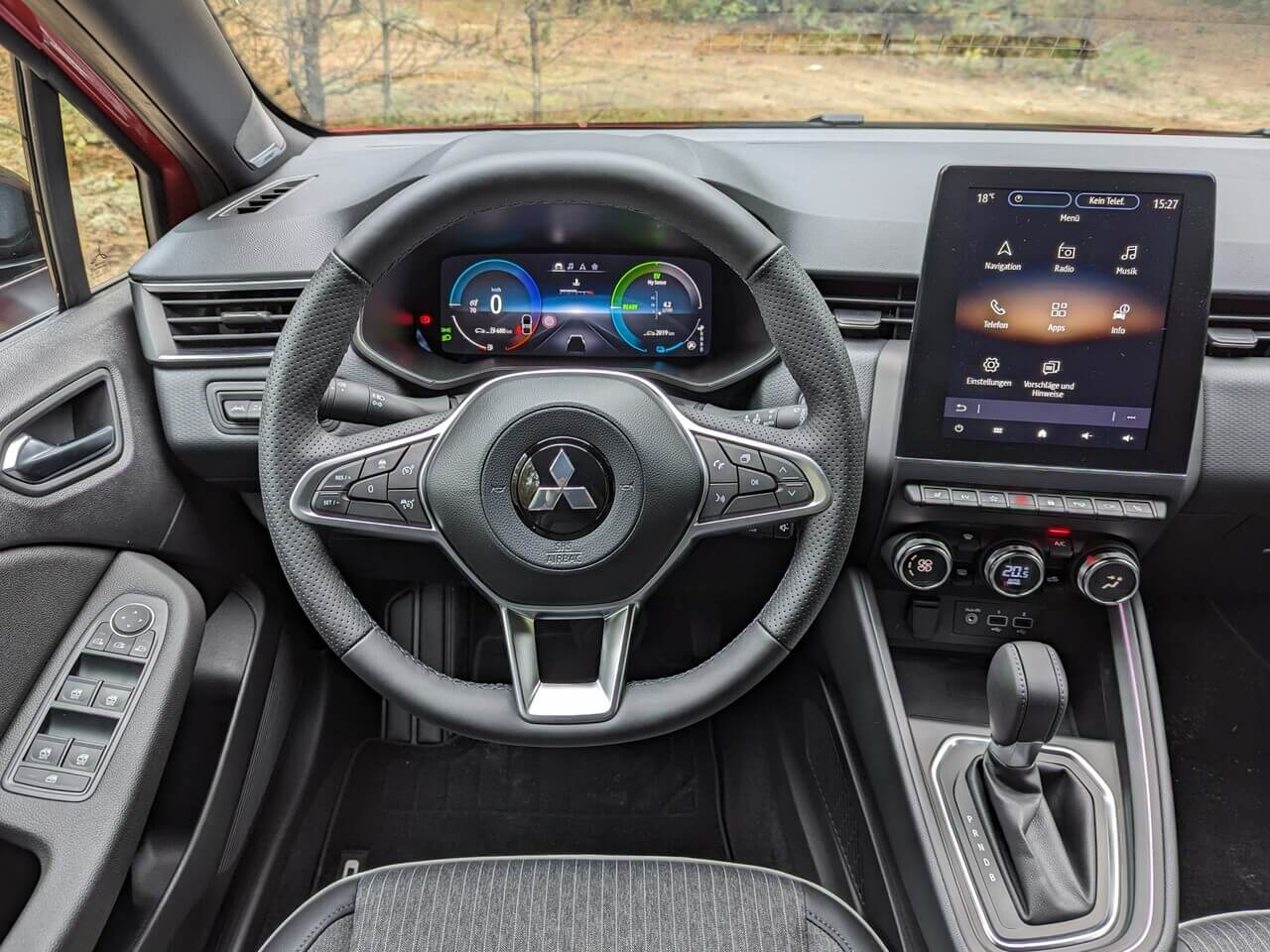
Tableau de bord d'une Mitsubishi Colt de 2023.

## Effets sur le pouvoir d'achat
L'établissement des indices de prix consiste à relever les prix de produits identiques ou aussi proches que possible d'une année à l'autre, ils ont comme objectif de mesurer les prix à qualité et répartition constante des achats, plutôt que de suivre le prix moyen à l'achat d'un type de produit lorsque les consommateurs montent en gamme. Ainsi, ces indices ne tiennent pas compte de l'évolution des comportements des consommateurs.
Lorsque les consommateurs substituent des biens de gamme supérieure à ceux qu'ils achetaient auparavant, leurs dépenses de consommation augmentent plus vite que l'indice des prix, ou augmentent même si l'indice des prix reste constant. Par ailleurs, les indices de prix étant composés de plusieurs familles de produits, la hausse de certaines peut être compensée par la baisse d'autres. Si le choix d'un ménage face à la baisse des prix dans un domaine comme l'informatique ou la téléphonie est de monter en gamme à budget constant, il annule l'économie potentielle prise en compte par les indices.
Les substitutions de produits peuvent être imposées par des changements de réglementation, comme les équipements de sécurité ou anti-pollution des automobiles, l'obligation d'équipements performants de traitement des eaux usées domestiques, individuels ou collectifs, ou les extensions obligatoires de couverture par les assurances. Ce sont alors en partie des dépenses contraintes qui augmentent, réduisant le revenu disponible. La qualité de ces produits et services augmente indiscutablement, et l'augmentation consécutive de leur coût n'est de ce fait pas prise en compte par les indices de prix.
Une montée en gamme bien réelle peut donc ne pas être perçue par les consommateurs, et de ce fait provoquer le sentiment d'une perte de pouvoir d'achat nettement supérieure à celle qui est indiquée par les statistiques qui s'y rapportent.
La montée en gamme s'oppose dans une certaine mesure à la simplicité volontaire.